# Egas Cueman
Egas Cueman ou Egas de Bruxelles (Bruxelles, première moitié du XVe siècle - Castille, le 18 septembre 1495 ) était un sculpteur et architecte hispano-flamand. Son nom résulte de l'hispanisation d’un nom néerlandais qui n'a pas été clairement établi : Henri van Eyck où Egas serait une déformation de Eyck et Cueman l’hispanisation du nom Koeman.

## Biographie
Il arriva en Castille avec ses frères, que la documentation de l'époque nomme Hanequin de Bruxelles et Antonio ou Anton Martinez de Bruxelles. Bien qu'avec son frère aîné Hanequin il fut cité à partir de 1440, la nomination d'Egas n'intervint pas avant 1453. Le point culminant de son œuvre appartient au règne des rois catholiques, et est considéré comme un représentant du gothique isabelin.
Il commença à travailler avec son frère Hanequin, avec qui il réalisa la chapelle d'Alvaro de Luna de la Cathédrale de Tolède (chapelle de Santiago) et des sculptures (tympans et sculpture de la Vierge à meneaux) de la porte aux Lions (à partir de 1453), et le chapitre de la Cathédrale de Cuenca (actuellement à la collégiale Belmonte) entre autres œuvres.
Parmi ses œuvres les plus importantes se trouvent le tombeau de Alonso de Velasco et de sa femme (1464-1476) au monastère de Guadalupe, où il travailla à partir de 1458 (tombeau de Gonzalo Illescas) et celui aujourd'hui détruit de Pedro Giron de la chapelle du château de Calatrava la Vieja (construit par son frère Hanequin). La principale innovation de la tombe de Velasco est la position des personnages priant ; technique qui fut utilisée plus tard par Diego de Siloé et d'autres sculpteurs. La richesse de Pedro Giron venait de son suzerain, le bourguignon : Charles le Téméraire de Dijon 
Avec Jean Goas, il retourna travailler à Tolède entre 1485-1490, pour atteindre le rang de maître d'œuvre et réaliser le chœur de la cathédrale. Il fut également impliqué dans le Palais de l'Infantado (Guadalajara) et le Monastère de San Juan de los Reyes (également à Tolède).
Parmi ses élèves se trouvent ses enfants Anton Egas et Enrique Egas et d'autres sculpteurs castillans de l'époque, comme Sebastián de Almonacid.

## Galerie photographique

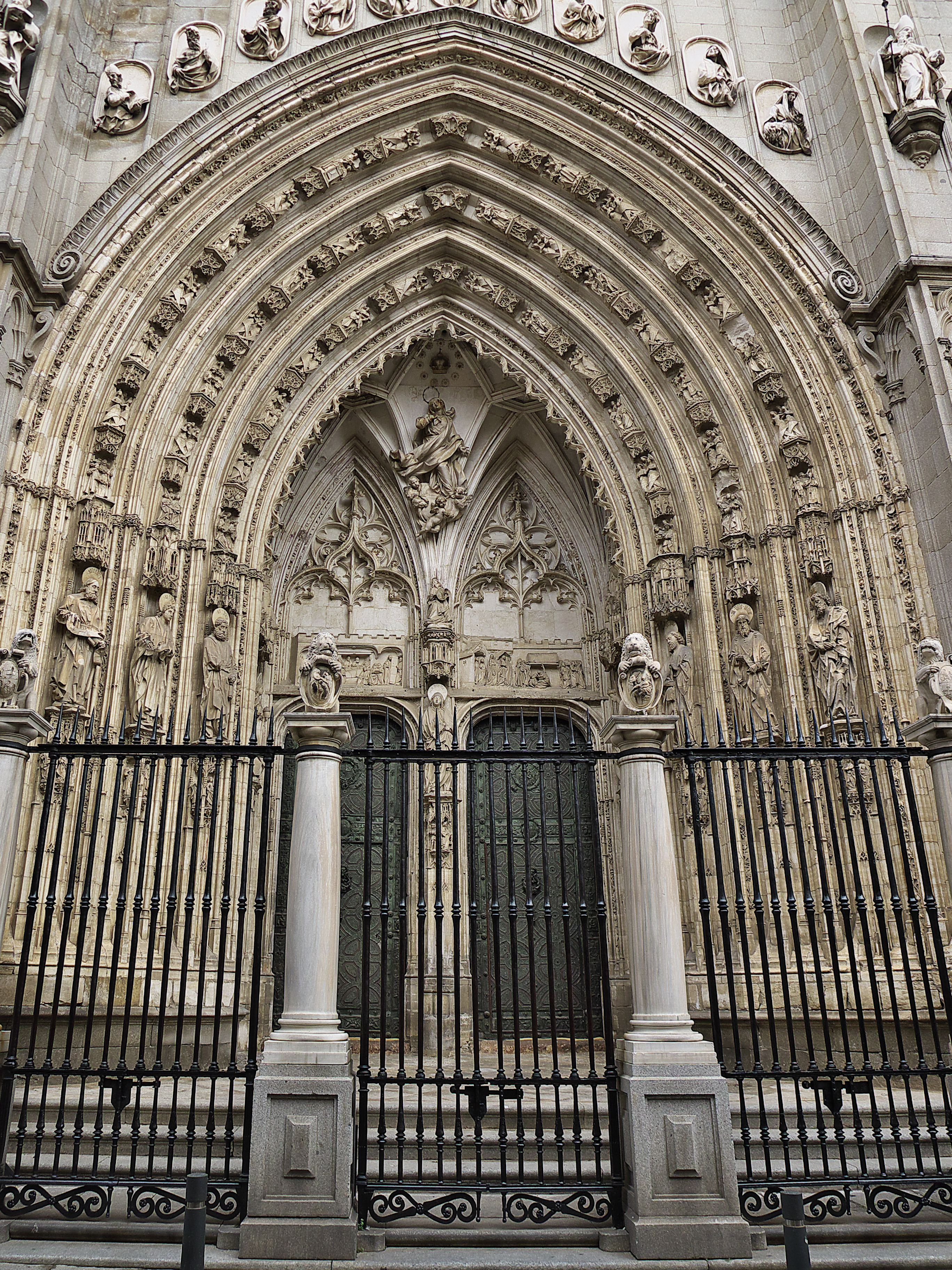
La cathédrale de Tolède, porte aux Lions.
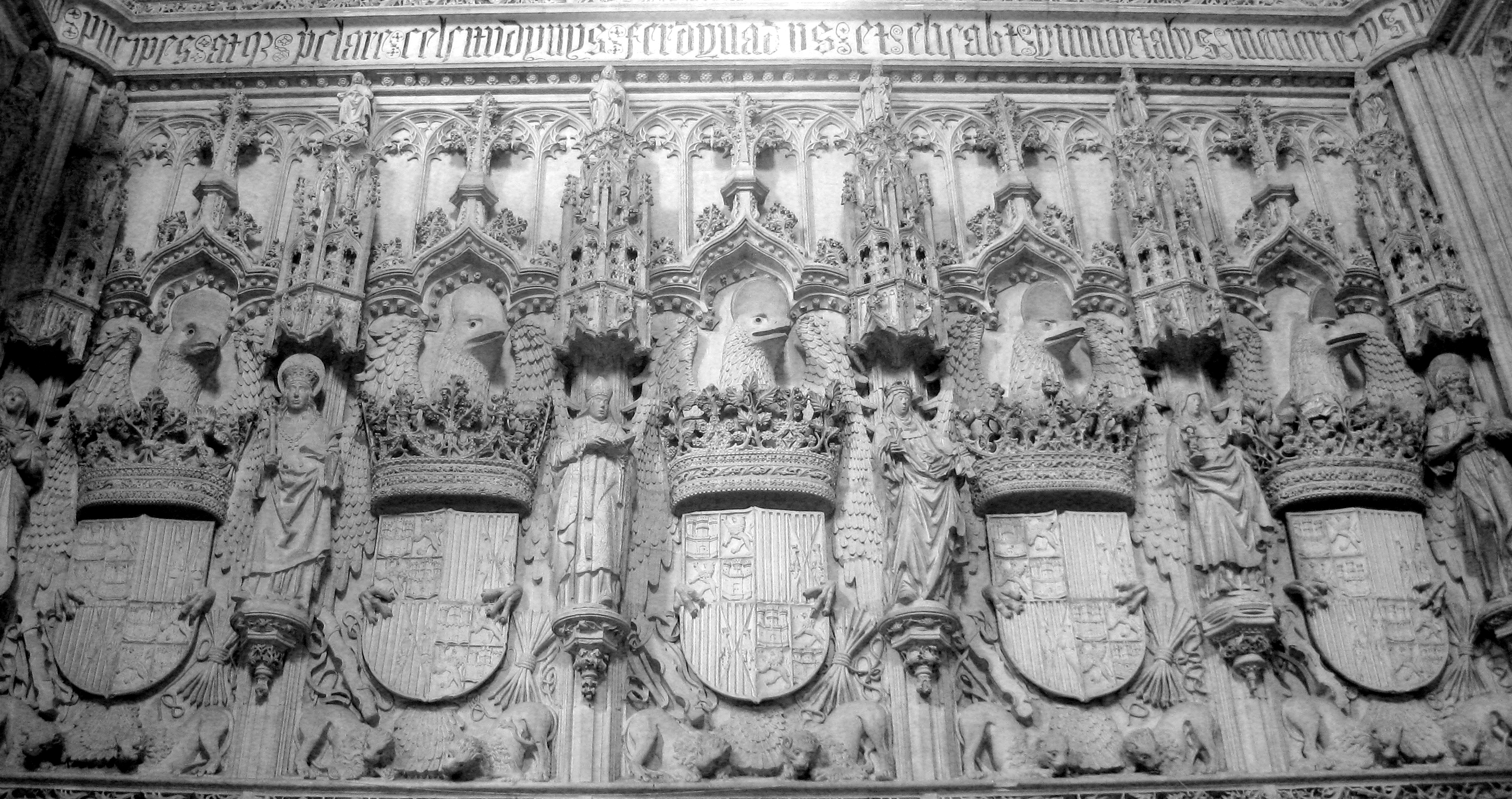
Décoration de San Juan de los Reyes.
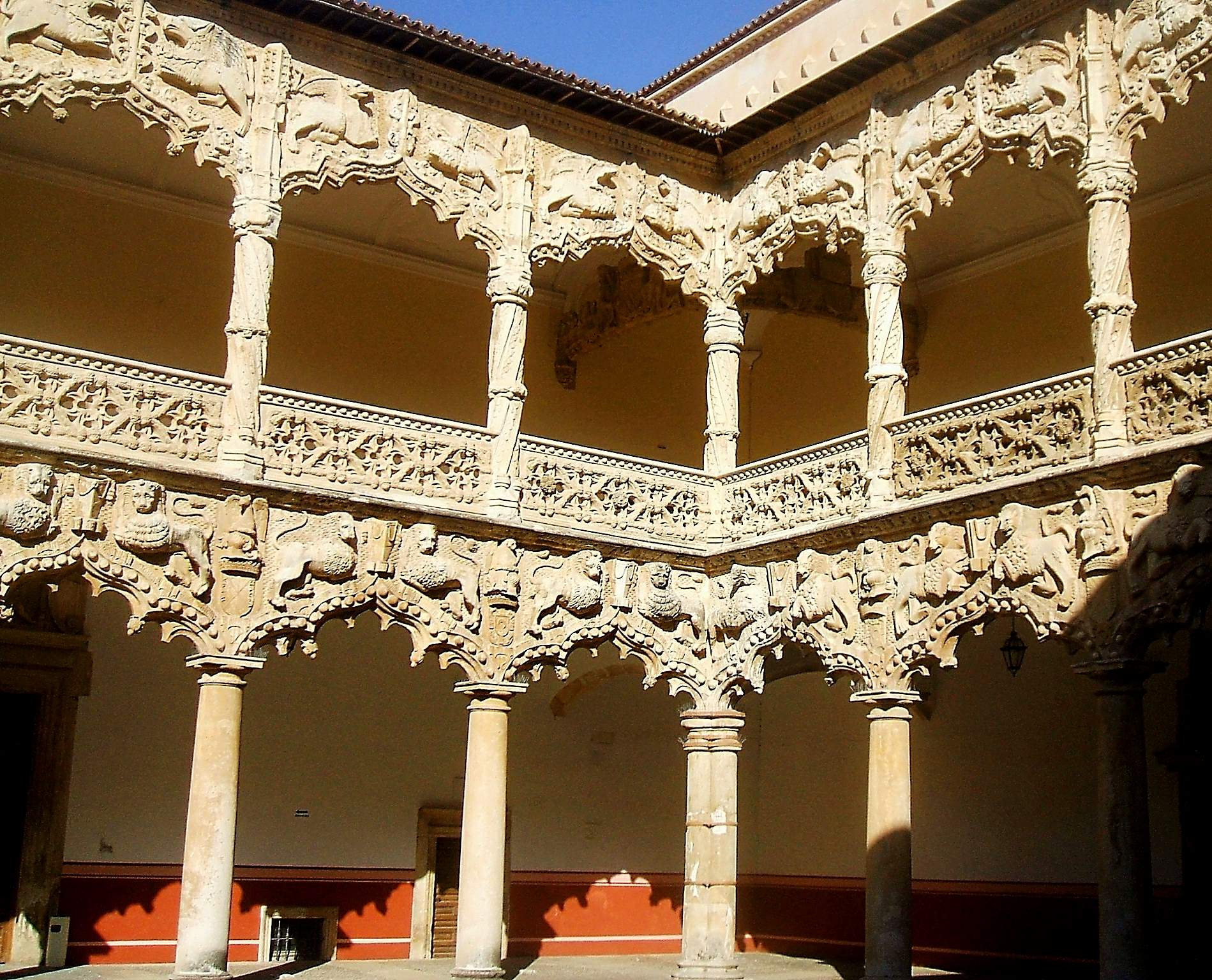
Patio du Palais de l'Infantado.